# Bayerischer Unternehmensverband Metall und Elektro
Der bayme – Bayerischer Unternehmensverband Metall und Elektro e. V. ist ein Zusammenschluss von Unternehmen der Metall- und Elektroindustrie in Bayern und hat seinen Sitz in München. Im Gegensatz zu seiner Schwesterorganisation, dem Verband der Bayerischen Metall- und Elektro-Industrie, ist der bayme nicht tarifgebunden.
Die zentrale Aufgabe des bayme – Bayerischer Unternehmensverband Metall und Elektro e. V. ist die Vertretung der gemeinsamen gesamtwirtschaftlichen, sozialen und politischen Interessen aller Mitgliedsbetriebe, die ihren Firmensitz oder eine Niederlassung in Bayern unterhalten. An die Mitgliedschaft in bayme ist keine Tarifbindung gekoppelt. Zu seinen Schwerpunkten zählt der Verband Arbeits- und Sozialrecht, kollektive Arbeitsbedingungen, Wirtschaftspolitik, Sozialpolitik, Bildung, Europa, Volkswirtschaft und Öffentlichkeitsarbeit.
Der Verband unterhält Geschäftsstellen in Augsburg, Coburg, München, Nürnberg, Regensburg, Passau und Würzburg. Verbandspräsident ist Wolfram Hatz, Hauptgeschäftsführer ist Bertram Brossardt. Der Verband hat 2.937 Mitglieder.
Aktuell sind 313.196 Arbeitnehmer und 14.599 Auszubildende in bayme-Mitgliedsunternehmen beschäftigt.
Der Verband ist ein Mitgliedsverband der Vereinigung der Bayerischen Wirtschaft.

## Struktur

### Regional
Der Verband orientiert sich hinsichtlich ihrer geografischen Gliederung an den bayerischen Regierungsbezirken und hat somit sieben regionale Bezirksgruppen. Diese befinden sich in:
- Nürnberg (Mittelfranken)
- Passau (Niederbayern)
- München (Oberbayern)
- Coburg (Oberfranken)
- Regensburg (Oberpfalz)
- Augsburg (Schwaben)
- Würzburg (Unterfranken)

Daneben unterhält der Verband Verbindungsbüros in Brüssel und New York.

### Organisatorisch
Die Hauptgeschäftsstelle im Haus der bayerischen Wirtschaft in München ist in folgende Abteilungen organisiert:
- Zentraler Dienst
- Tarif, Kollektive Arbeitsbedingungen, Arbeitswissenschaft
- Grundsatzabteilung Recht
- Planung und Koordination
- Bildung und Integration
- Operations, Marketing, IKT, Chief Digital Officer
- Regionen und Services
- ibw – Informationszentrale der Bayerischen Wirtschaft e. V.

## Projekte
Im Praxistest überprüft bayme Ideen und neue Konzepte. Die meisten Projekte werden in den Mitgliedsbetrieben umgesetzt. Sie nutzen insoweit direkt den mitwirkenden Mitgliedsunternehmen und werden über Berichte, Leitfäden und bei Veranstaltungen allen Mitgliedern zugänglich gemacht. Hier einige Beispiele:
- Neustart für Frauen – Projekt im Rahmen der Initiative Fachkräftesicherung+, richtet sich primär an Frauen, die in der Phase der Berufsrückkehr sind. Das Projekt unterstützt Frauen durch Einzelberatungsangebote, Workshops und Thementage bis hin zu gezielter Qualifizierung.[8]
- Chance Teilqualifizierung – Zielgruppe sind Beschäftigte, die über keine oder nur geringe formale Qualifikationen verfügen. Diese werden gezielt in Modulen weiterqualifiziert, damit sie zusätzliche Aufgaben übernehmen und Fachkräfte entlasten können.[9]

- AusbildungsOffensive-Bayern